# Chứng minh e là số vô tỉ
Số e được Jacob Bernoulli giới thiệu vào năm 1683. Hơn nửa thế kỷ sau, Euler, người từng là học trò của em trai Jacob, Johann, đã chứng minh rằng e là số vô tỉ; nghĩa là nó không thể được biểu thị bằng thương số của hai số nguyên.
Trong toán học, dạng khai triển số e của Euler
{\displaystyle e=\sum _{n=0}^{\infty }{\frac {1}{n!}}\!}
được dùng để chứng minh rằng e là số vô tỉ. Dưới đây là phép chứng minh bằng phản chứng của Joseph Fourier.

## Chứng minh
Giả sử rằng e là số hữu tỉ. Khi đó tồn tại các số tự nhiên a và b sao cho e = a/b.
Đặt
{\displaystyle x=b!\,{\biggl (}e-\sum _{n=0}^{b}{\frac {1}{n!}}{\biggr )}\!}
Thay e = a/b vào biểu thức bên trên ta được
{\displaystyle x=b!\,{\biggl (}{\frac {a}{b}}-\sum _{n=0}^{b}{\frac {1}{n!}}{\biggr )}=a(b-1)!-\sum _{n=0}^{b}{\frac {b!}{n!}}\,.}
Số hạng đầu tiên là số nguyên, các số hạng tiếp theo nguyên bởi vì n ≤ b, vậy nên x là số nguyên.
Bây giờ chúng ta sẽ chứng minh rằng 0 < x < 1. Thật vậy, thay e bằng dạng khai triển Euler ta được:
{\displaystyle x=\sum _{n=b+1}^{\infty }{\frac {b!}{n!}}>0\,.\!}
Với mọi n ≥ b + 1 ta có ước lượng bên dưới
{\displaystyle {\frac {b!}{n!}}={\frac {1}{(b+1)(b+2)\cdots (b+(n-b))}}\leq {\frac {1}{(b+1)^{n-b}}}\,,\!}
và bất đẳng thức trở nên nghiệm ngặt với n ≥ b + 2. Thay từng đánh giá vào tổng và sử dụng công thức tính tổng cấp số nhân vô hạn ta được
{\displaystyle x=\sum _{n=b+1}^{\infty }{\frac {b!}{n!}}<\sum _{k=1}^{\infty }{\frac {1}{(b+1)^{k}}}={\frac {1}{b+1}}{\biggl (}{\frac {1}{1-{\frac {1}{b+1}}}}{\biggr )}={\frac {1}{b}}\leq 1.}
Vậy 0 < x < 1, mà không có số nguyên nào giữa 0 và 1, mâu thuẫn này chứng tỏ giả thiết phản chứng là sai, vậy e phải là số vô tỉ.